# 小行星5113
小行星5113（5113 Kohno）是一颗围绕太阳公转的小行星。1988年1月19日，關勉在藝西天文台发现了此天体。
該小行星以日本古典吉他製造商河野賢命名。
这颗小行星的绝对星等为217.75247等。